# Toilettes mobiles
 (mars 2016).

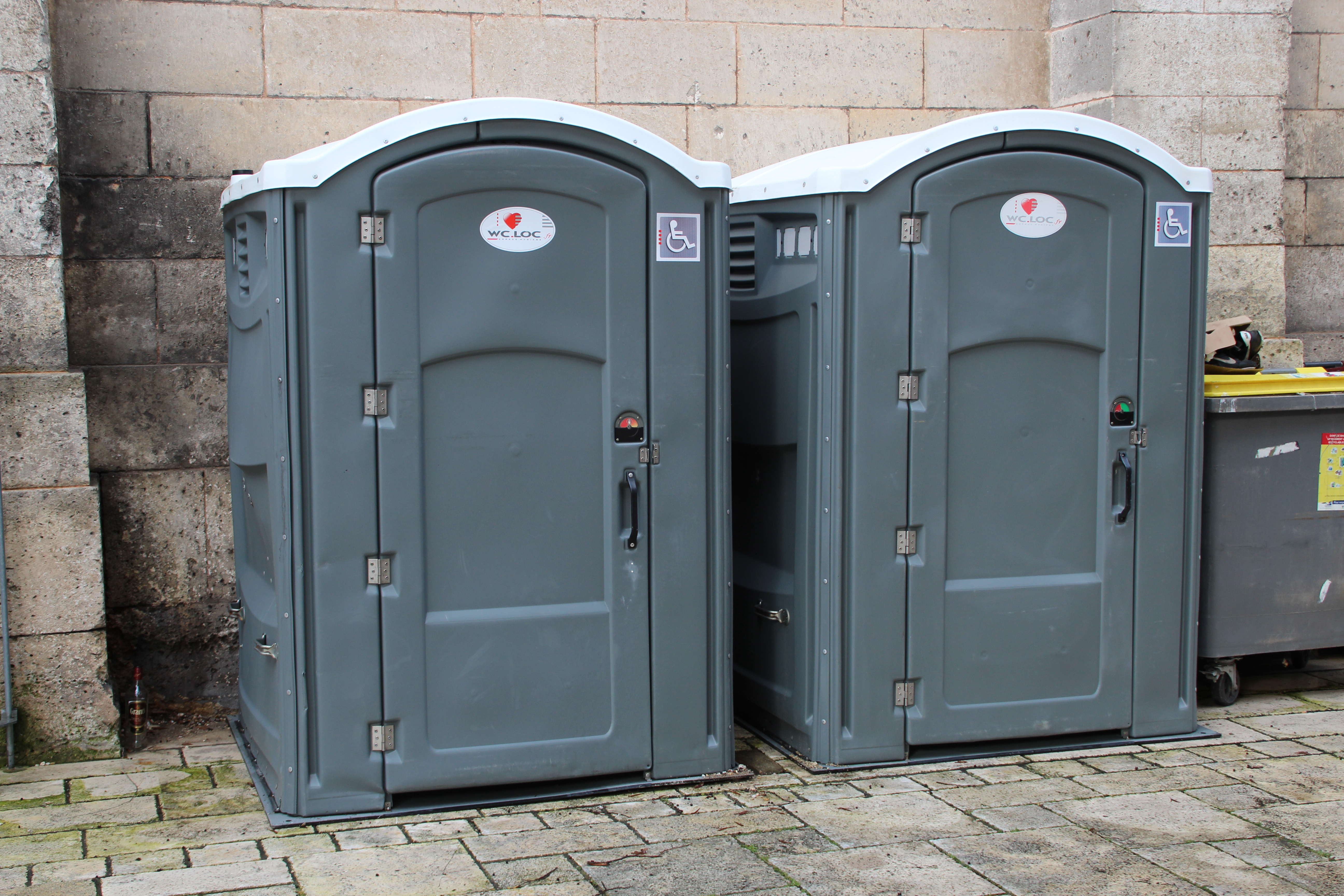
Toilettes mobiles PMR - Festival International de la Bande Dessinée d'Angoulême 2013.

Les toilettes mobiles, également connues sous les appellations « toilettes portables », « toilettes autonomes », « WC chimiques », ou, selon les termes de la norme de service européenne NF EN 16194 : « cabines sanitaires mobiles autonomes » (publiée en France en 2012 par AFNOR Certification), sont des unités autonomes à usage individuel, facilement transportables, possédant un réservoir des eaux usées non raccordé à un collecteur d'assainissement.
Elles sont utilisées de façon temporaire dans tous les lieux où les sanitaires sont inexistants ou présents en quantités insuffisantes : sur certains lieux de travail, typiquement sur les chantiers de construction, dans les ports, les mines, sur les exploitations agricoles..., ou lors d'événements rassemblant du public (manifestations sportives et culturelles, parkings, domaines naturels, plages, pistes de ski...). Elles sont également utilisés lors de catastrophes naturelles, en cas d'opérations militaires, dans les camps de réfugiés...

## Historique

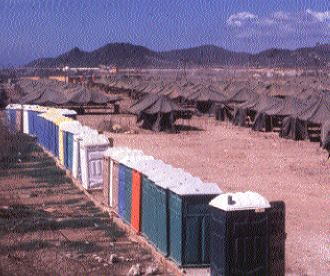
Toilettes mobiles à Camp Oscar, sur la Base navale de la baie de Guantánamo (1997).

Ce matériel a été inventé aux États-Unis pendant la Seconde Guerre mondiale, à des fins d'utilisation dans les bases militaires ou dans de nouvelles zones industrielles florissant à cette période, souvent dans des lieux inadaptés. Plusieurs sociétés se sont lancées dans la fabrication et, parfois simultanément, dans la location de leurs unités. Les toilettes mobiles ont fait leur apparition dans les années 1990 en Europe.

## Associations et norme européenne

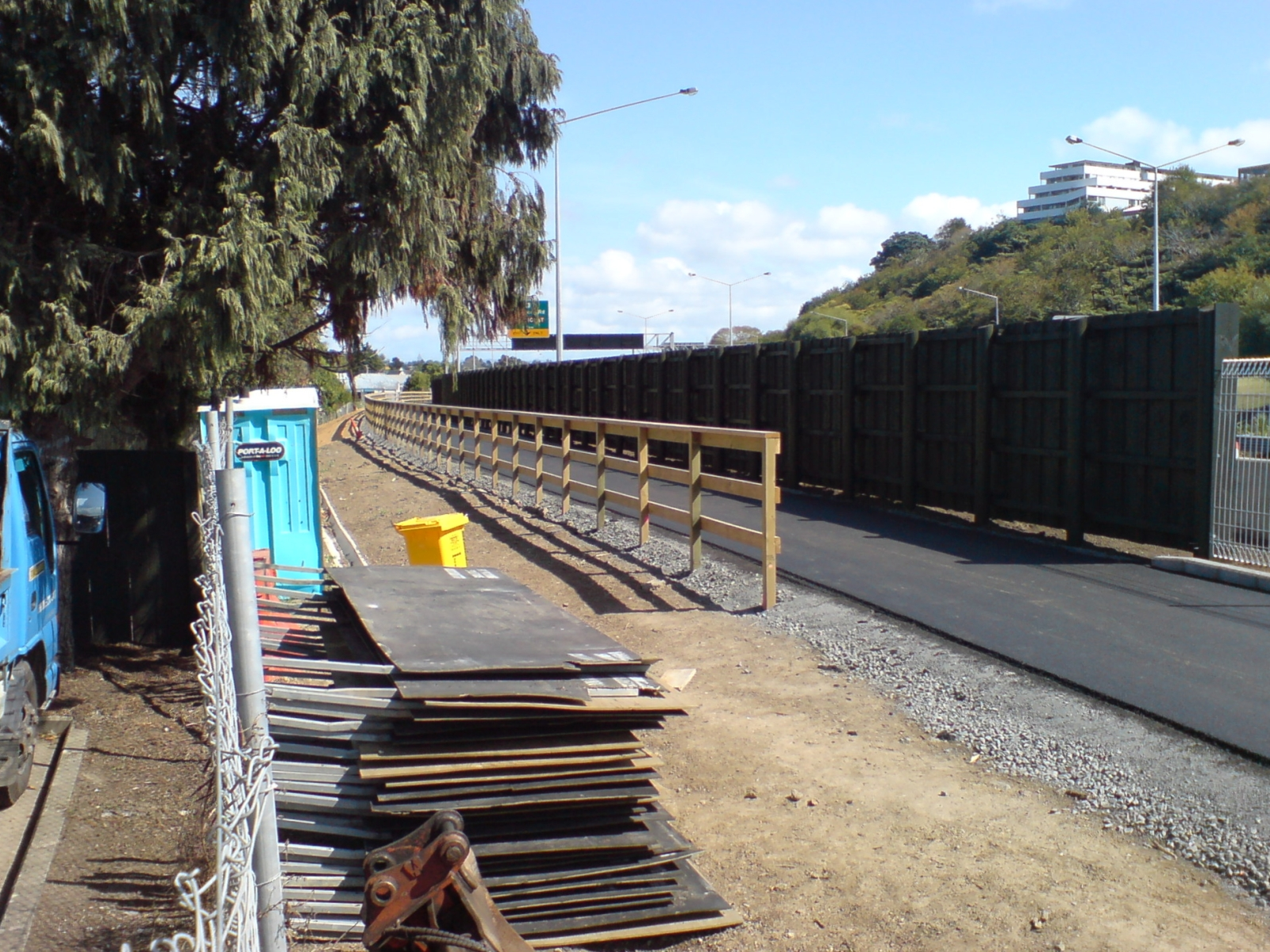
Toilette mobile sur un chantier linéaire à Auckland (Nouvelle-Zélande).

L' association internationale portable sanitation association international (PSAI) a vu le jour dans les années 1970 pour représenter cette industrie naissante et standardiser les services et la communication aux États-Unis.
La World Toilet Organisation, fondée en 2001, est une ONG visant à promouvoir les conditions sanitaires et les toilettes au niveau mondial.
En 2008, cinq associations européennes (BDE en Allemagne, PSE au Royaume-Uni, SNPSM en France, AESPE en Espagne et Aniobam en Italie) se sont regroupées au sein du Comité européen de normalisation (CEN) pour l'élaboration de la norme de service européenne EN 16194, intitulée "cabines sanitaires mobiles autonomes -  exigences relatives aux services et produits, liées à la mise en place des cabines et des produits sanitaires" (à l'exclusion des toilettes sèches). Ainsi ont été définies des exigences minimales de qualité produit, concernant la cabine, les équipements supplémentaires et les produits sanitaires pour l’hygiène. La norme mentionne également le nombre de cabines à prévoir selon le nombre de personnes, les critères d’accessibilité de ces cabines pour les fauteuils roulants (cabines PMR) ainsi que des exigences sur les services tels que la location, la livraison, l'entretien et la fréquence des vidanges, le traitement des effluents dans le respect des réglementations nationales ou la récupération des cabines sanitaires mobiles autonomes.
Etant donné que ces toilettes doivent être entretenues et vidangées de façon périodique, elles sont généralement louées aux utilisateurs par des sociétés spécialisées, intervenant avec des véhicules utilitaires équipés d'unités de vidange spécialement conçues. A cette occasion, elles sont nettoyées à la haute pression, réapprovisionnées en papier et réamorcées par 20L d'eau additionnés d'un produit sanitaire.http://www.spsm.org/

## Modèles

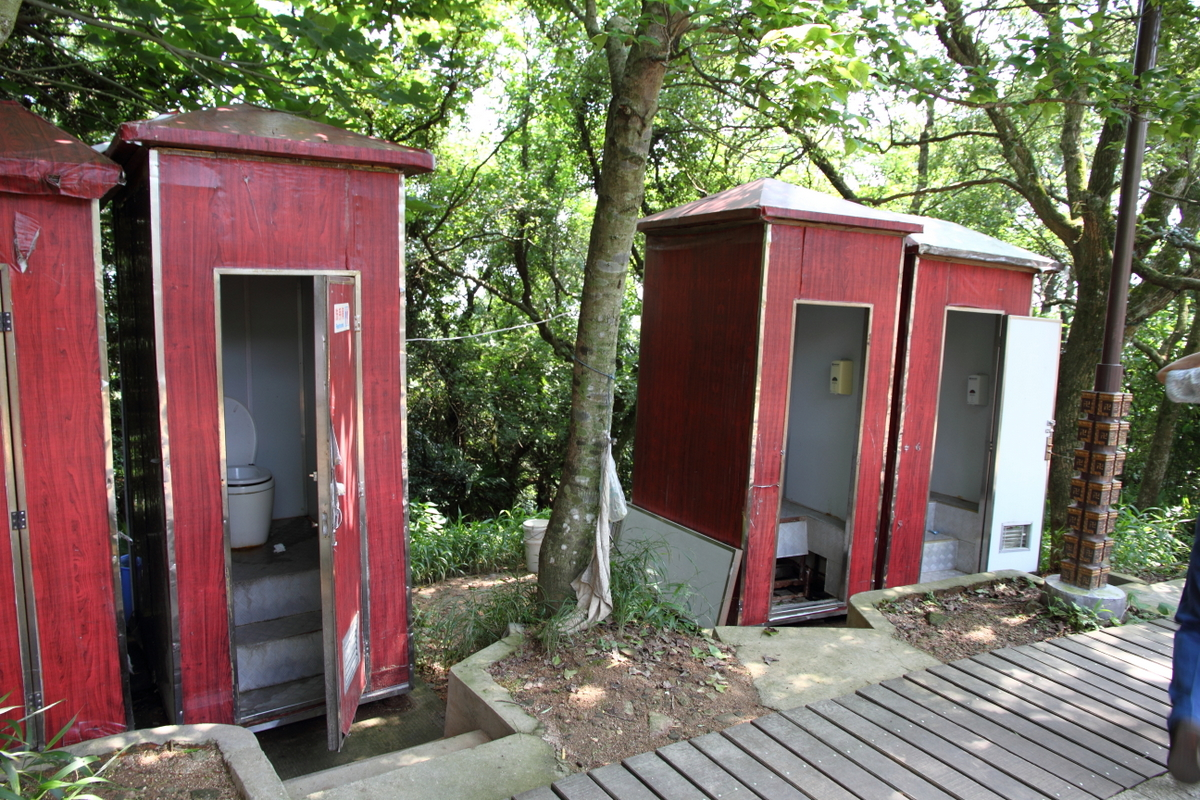
Toilette mobiles sur le Mont Putuo (Chine, 2012).

À l'origine conçus en bois et en métal, les modèles actuels sont généralement en plastique recyclable (polyéthylène) pour la facilité de l'entretien. Leurs réservoirs étanches sont pourvus généralement d'une assise (« à l'anglaise »). La cabine sanitaire mobile autonome peut également inclure un urinoir, un porte-papier, un lave-main avec pompe à pied, un porte-savon, un miroir etc. Des grands modèles existent pour les personnes à mobilité réduite (cabines PMR). Les bases-vies mobiles utilisées sur les chantiers de la construction sont également pourvues d'une toilette autonome. [réf. nécessaire]

## Entretien et vidange
L'entretien régulier des toilettes mobiles permet d'assurer un environnement hygiénique et confortable pour les utilisateurs. Ce processus comprend le nettoyage approfondi des surfaces internes et externes, l'élimination des odeurs désagréables et le remplacement des consommables comme le papier toilette et les désinfectants pour les mains. Une attention particulière doit être accordée à la désinfection pour prévenir la propagation de germes et de maladies.
La vidange des toilettes mobiles est une tâche qui doit être effectuée régulièrement et avec soin. Cela implique l'évacuation des déchets accumulés dans le réservoir de rétention, en utilisant des équipements spécialisés pour éviter tout risque de contamination ou de déversement. Après la vidange, le réservoir doit être rincé et rempli de produits chimiques frais qui aident à décomposer les déchets et à contrôler les odeurs.

## Produits sanitaires
Il s'agit de concentrés liquides ou solides ayant une action sanitaire. Ils sont utilisés en très petites quantités pour être efficaces (= constance de la couleur, neutralisation de l'odeur) au moins 7 jours dans toutes les conditions atmosphériques. Les produits doivent être respectueux des enjeux environnementaux. Les eaux usées doivent être évacuées de manière appropriée, dans les lieux prévus et dans le respect des réglementations nationales.